# 한국중앙자원봉사센터
한국중앙자원봉사센터(Korea Volunteer Center)는 자원봉사활동 기본법 및 동법시행령 제19조에 의해 설치된 기관이다. 전국 1,500만 자원봉사자들의 자원봉사활동을 지원하고, 자원봉사센터의 전문성 보완과 센터 운영의 활성화 등을 뒷받침하여 전국 차원의 자원봉사 활성화 및 전국 245개 자원봉사센터와의 네트워크 구축 등의 허브의 역할을 수행하며, 민·관 파트너십을 추진하기 위하여 설립되었다. 설립 초기에는 한국자원봉사센터협회와 한국자원봉사협의회가 대한민국 행정안전부로부터 위탁받아 공동으로 운영하였으나 2020년 1월 재단법인으로 출범하며 독자적인 의사결정 구조를 갖추게 되었다. 서울특별시 중구 세종대로 21길 39 사랑의열매회관 3층에 위치하고 있다.

## 연혁
- 2010년 5월 행정안전부 위탁체결 (위탁법인: 사단법인 한국자원봉사센터중앙회)
- 2010년 6월 중앙자원봉사센터 출범
- 2011년 2월 행정안전부 재위탁 체결 및 한국중앙자원봉사센터로 명칭 변경
- 2012년 6월 사무실 이전(용산구→종로구)
- 2014년 1월 행정자치부 재위탁 체결
- 2016년 2월 행정자치부 재위탁 체결
- 2018년 1월 행정안전부 재위탁 체결
- 2019년 5월 사무실 이전(종로구→중구)
- 2020년 1월 재단법인 한국중앙자원봉사센터 출범
- 2021년 12월 대한민국 자원봉사 대표 음원 'Sunny Days' 발표
- 2022년 7월 사무실 이전(중구→중구)

## 조직
- 센터장
- 사무처
- 운영본부
- 사업본부
- 운영팀
- 전략팀
- 정책팀

## 같이 보기
- 한국자원봉사센터협회
- 한국자원봉사협의회